# Iglesia de Notre Dame de la Salette (París)
La iglesia católica de Notre-Dame-de-la-Salette está situada en la calle de Cronstadt en el XV Distrito de París.

## Descripción
La iglesia está acompañada de un santuario, igualmente llamado Notre-Dame-de-la-Salette, que presenta las reliquias de Juan María Vianney, de Clément Myionnet y de Maurice Maignen así como la tumba del beato Jean-Léon Le Prévost, fundador de la hermandad de San Vicente de Paul. La construcción, realizada en hormigón armado blanco, se hizo entre los años 1963 y 1965 a partir de los planos del arquitecto Henri Colboc. 
Pueden verse esculturas realizadas por Jean-Marie Baumel.

## Galería de imágenes

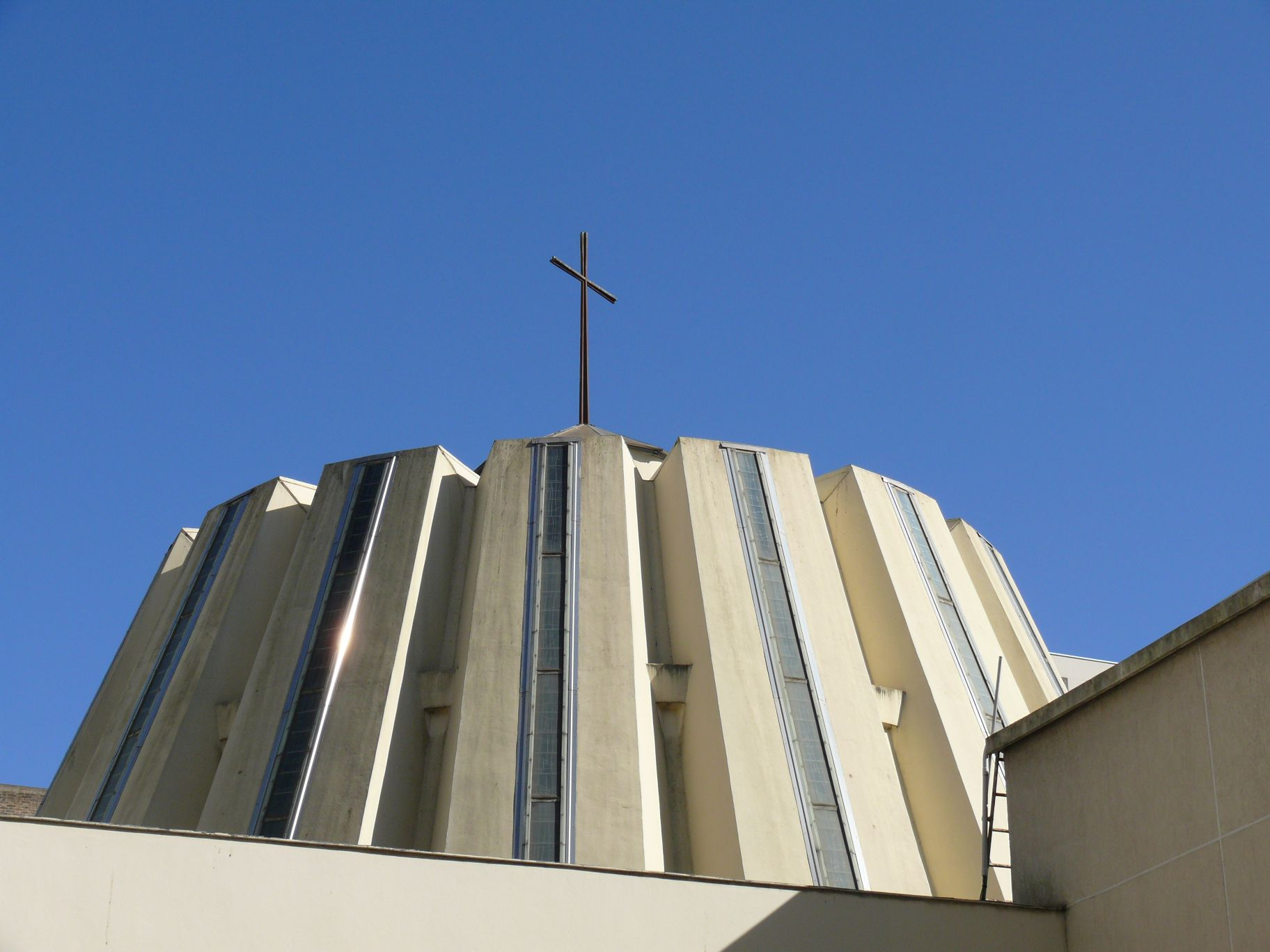
Cúpula de la iglesia, 32 metros de diámetro y 17 de altura
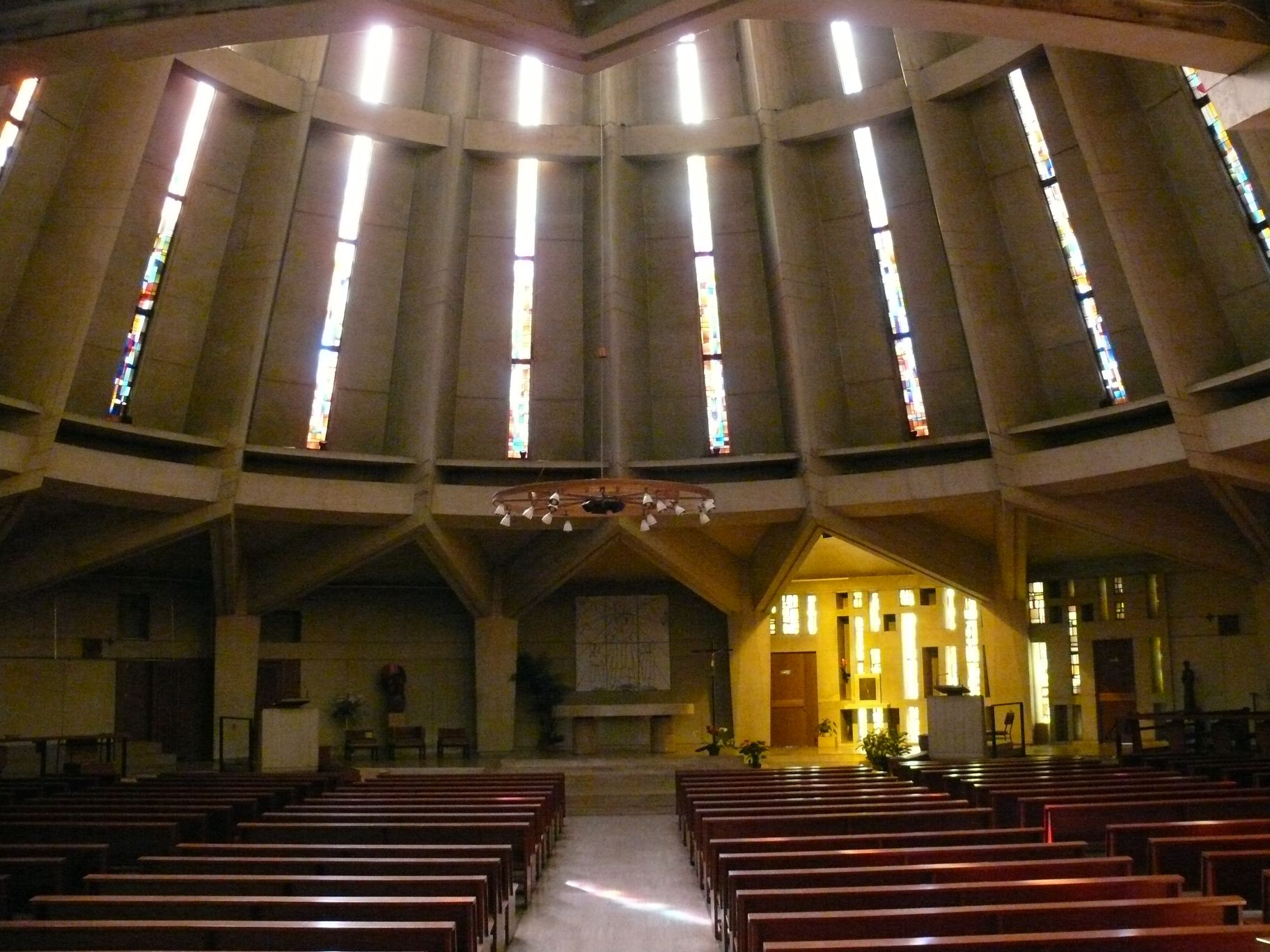
Interior de la iglesia
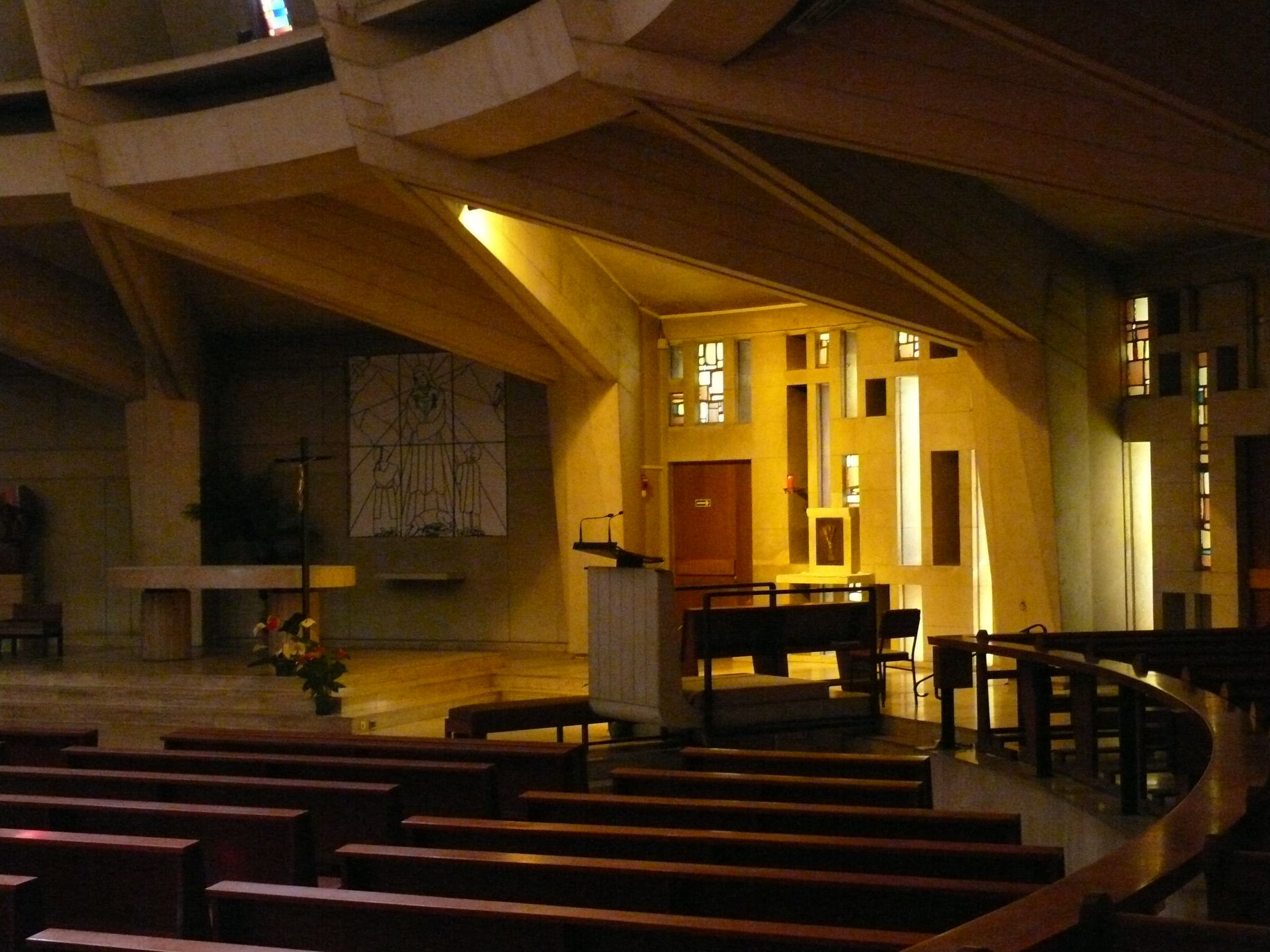
Interior de la iglesia
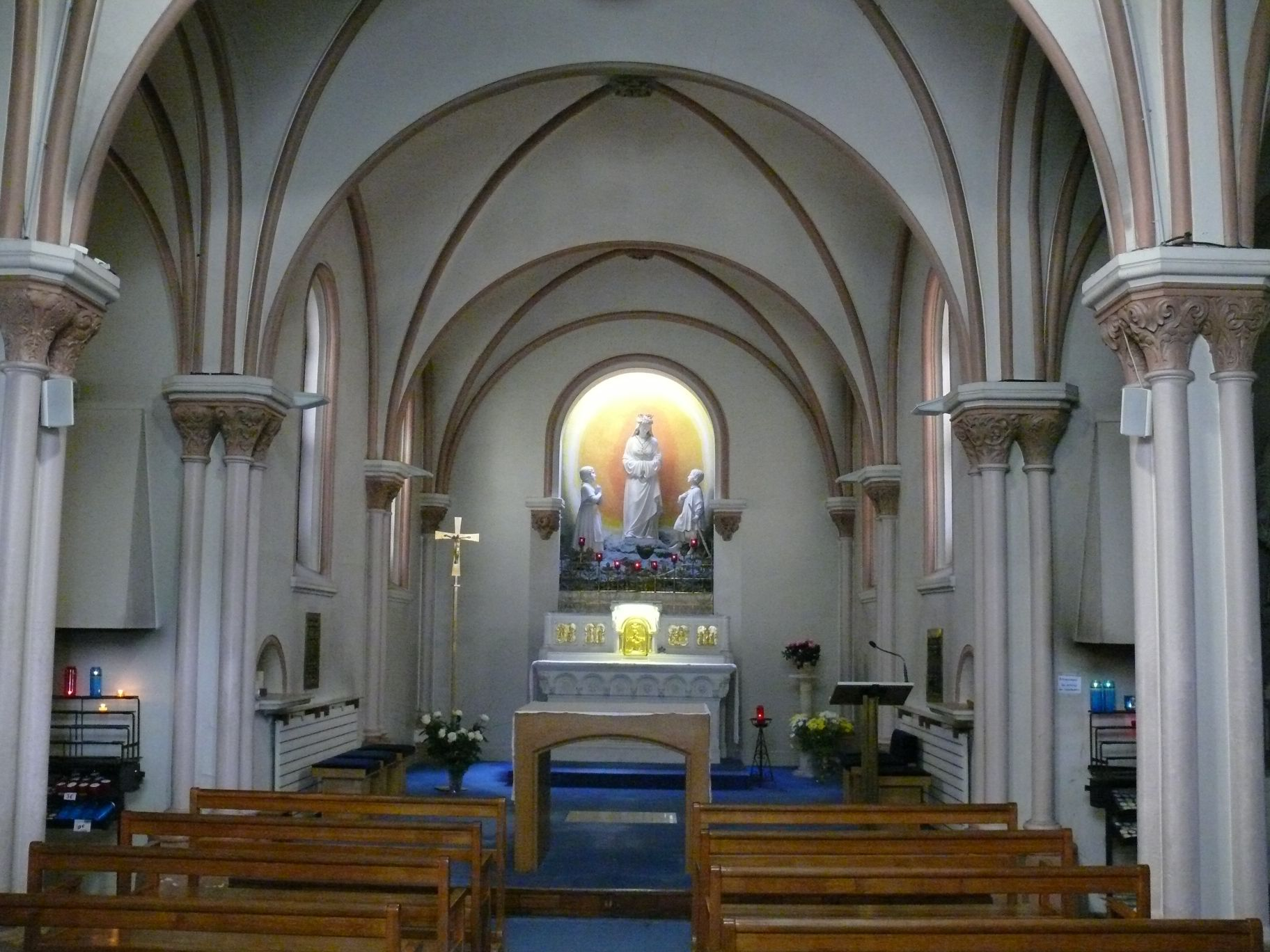
Interior del santuario
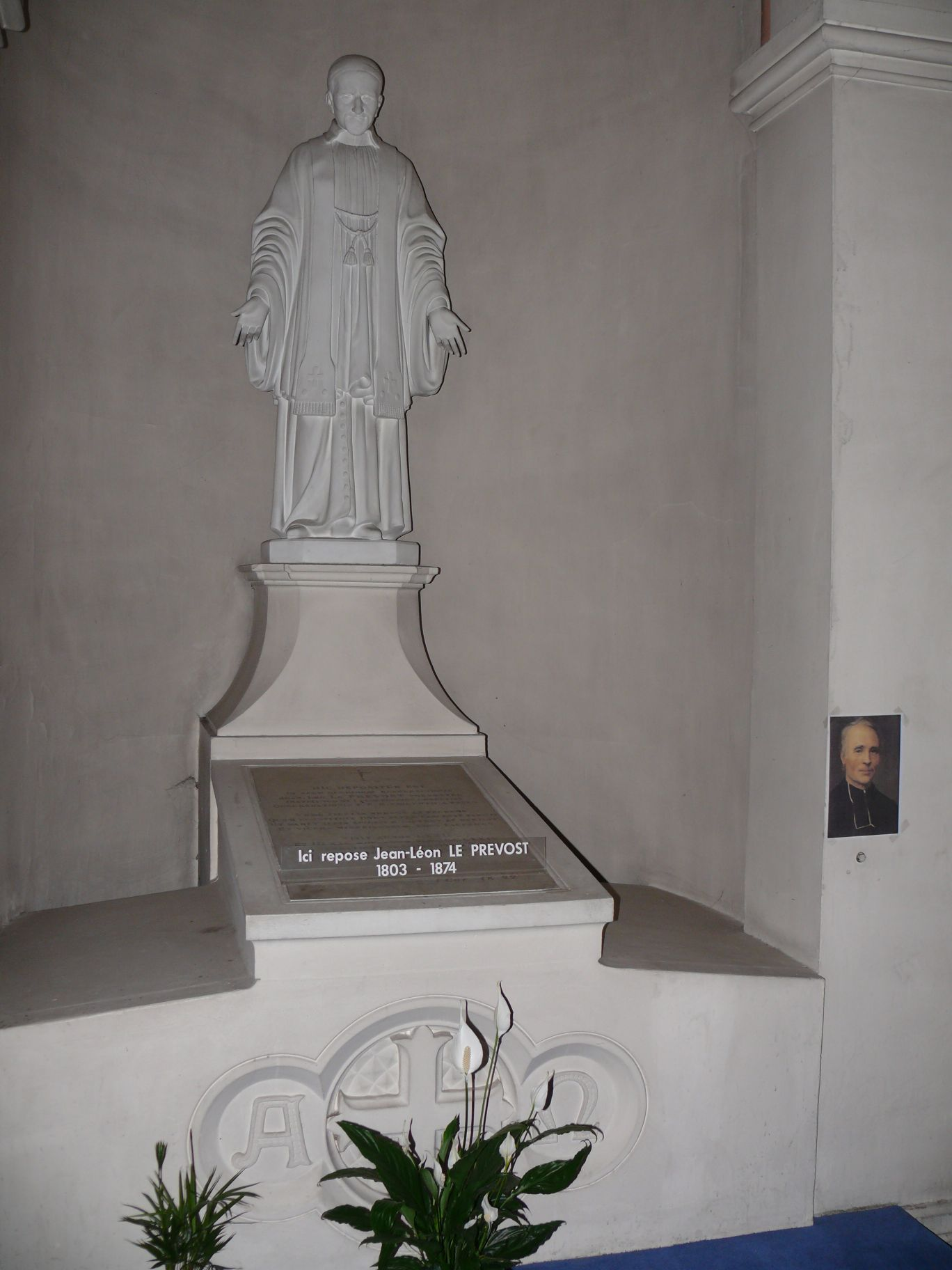
Reliquias de San Jean-Marie Vianney
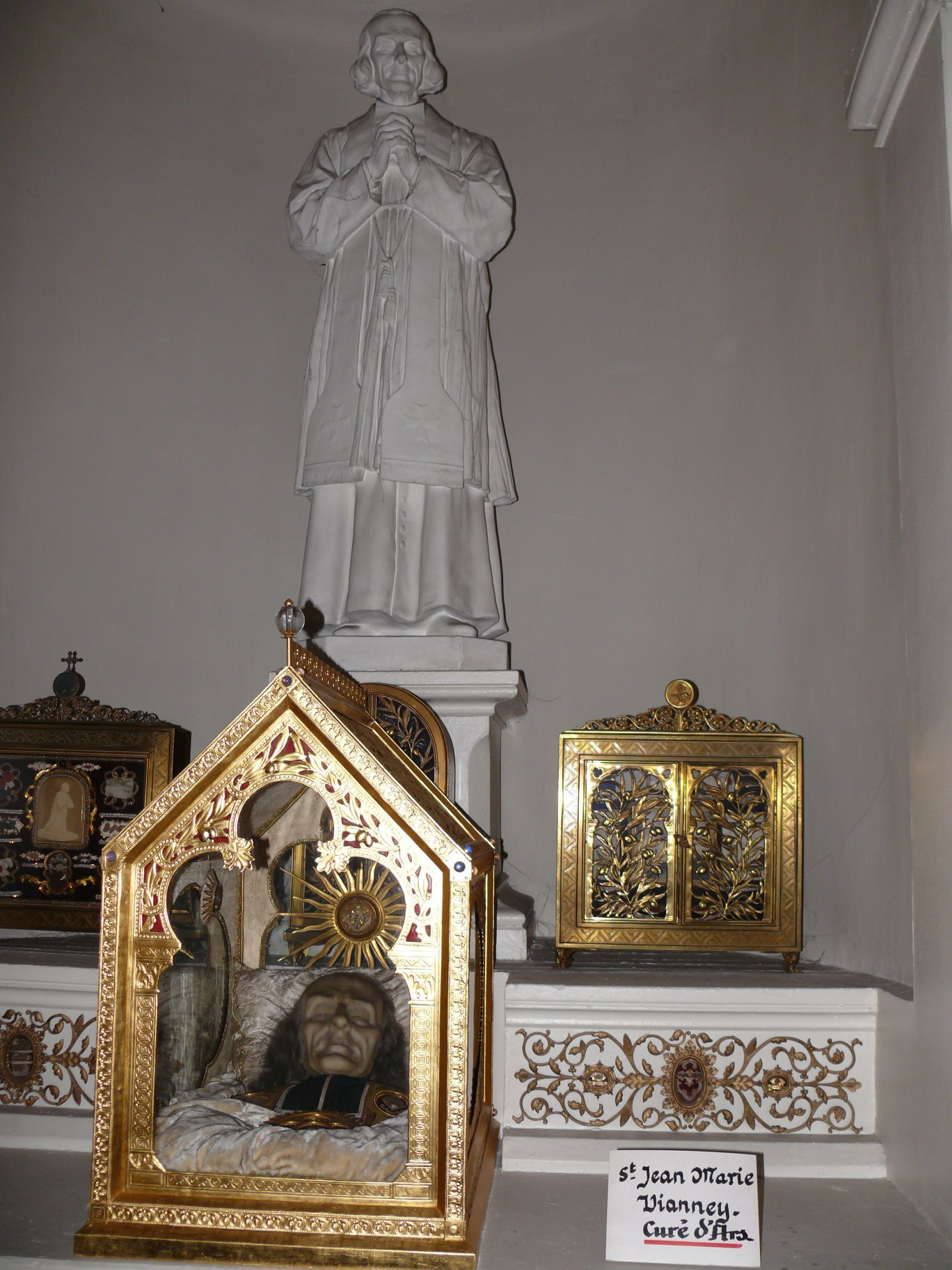
Tumba de Jean-Léon Le Prévost
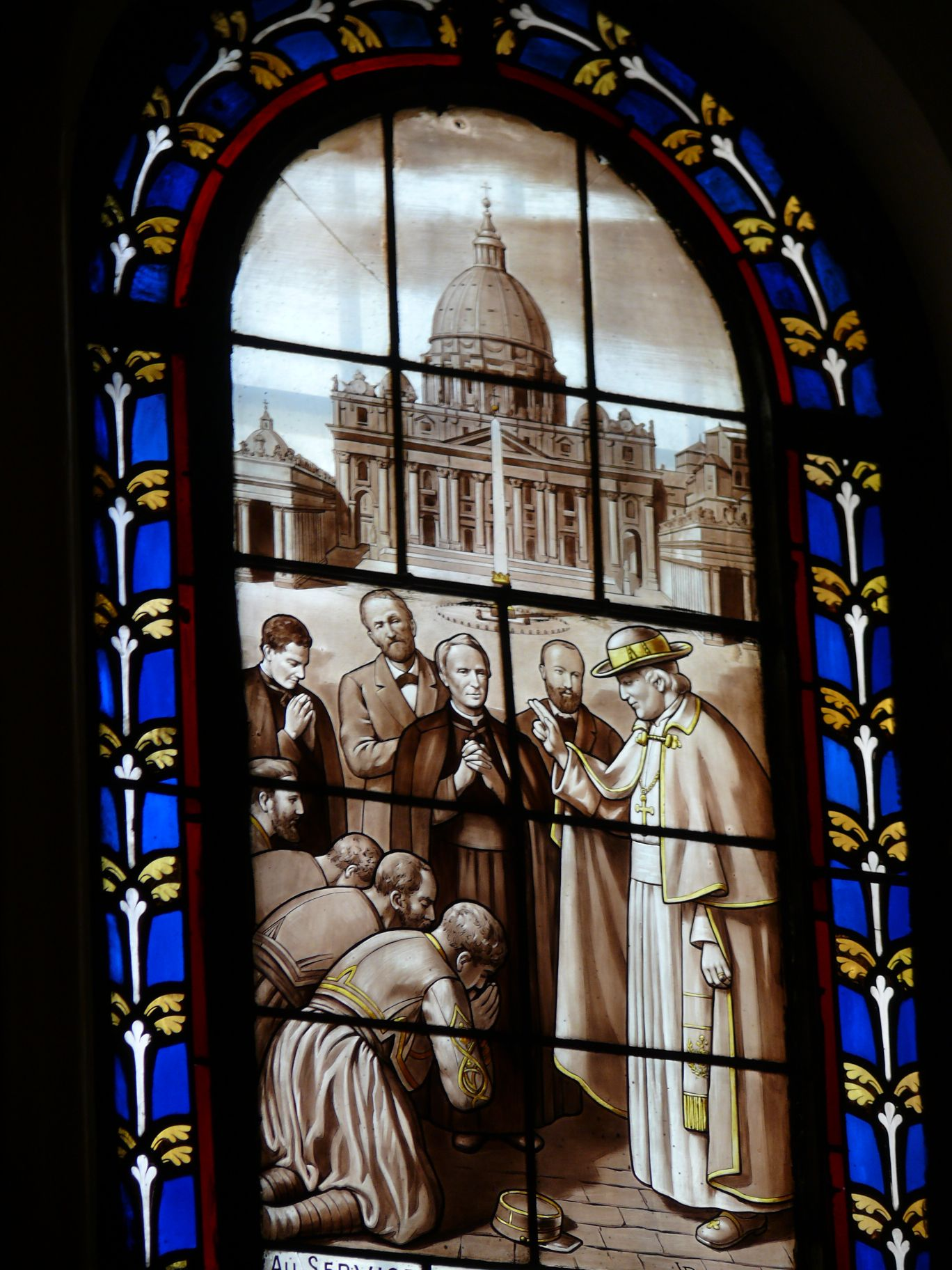
Vidriera
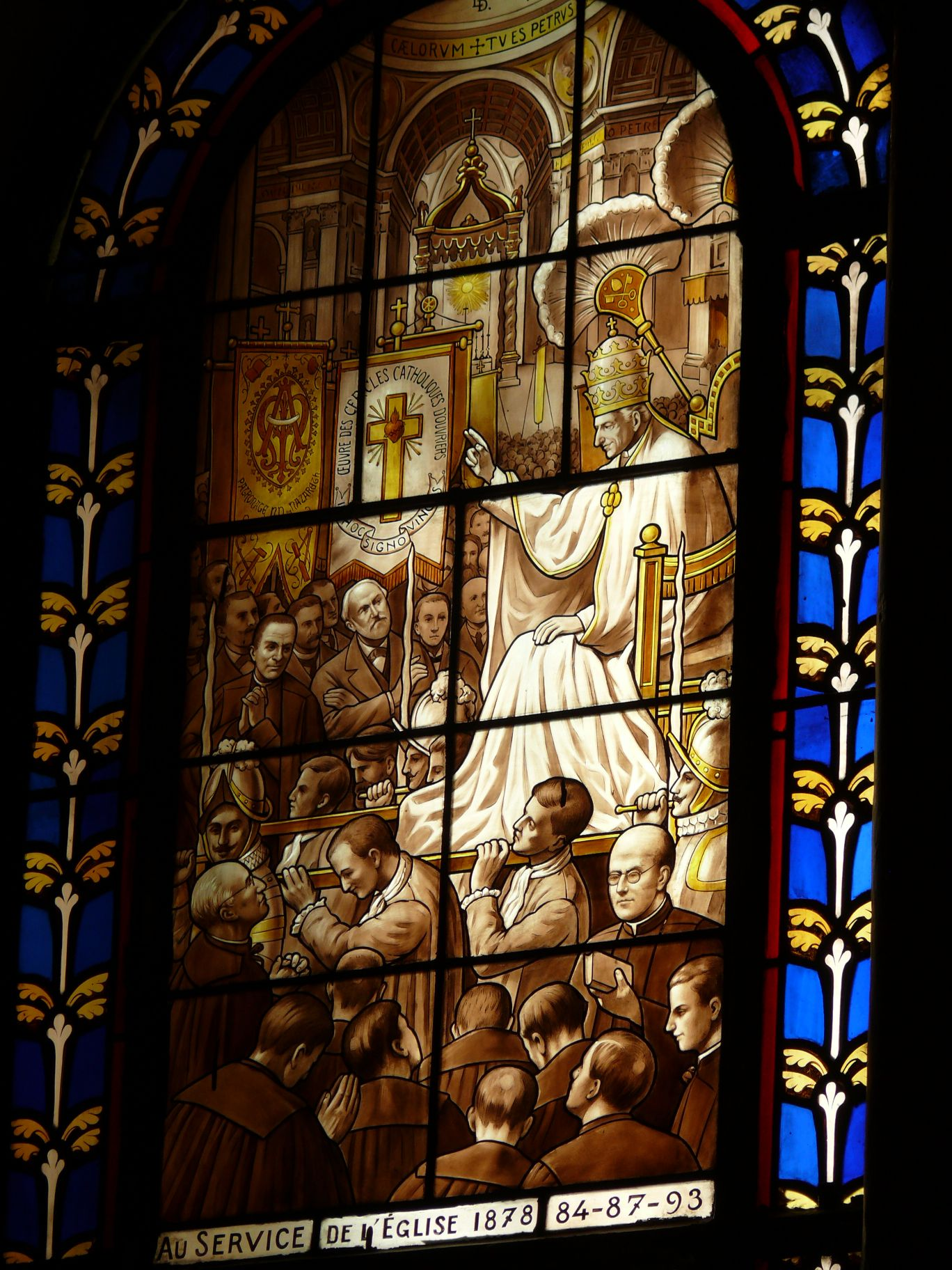
Vidriera
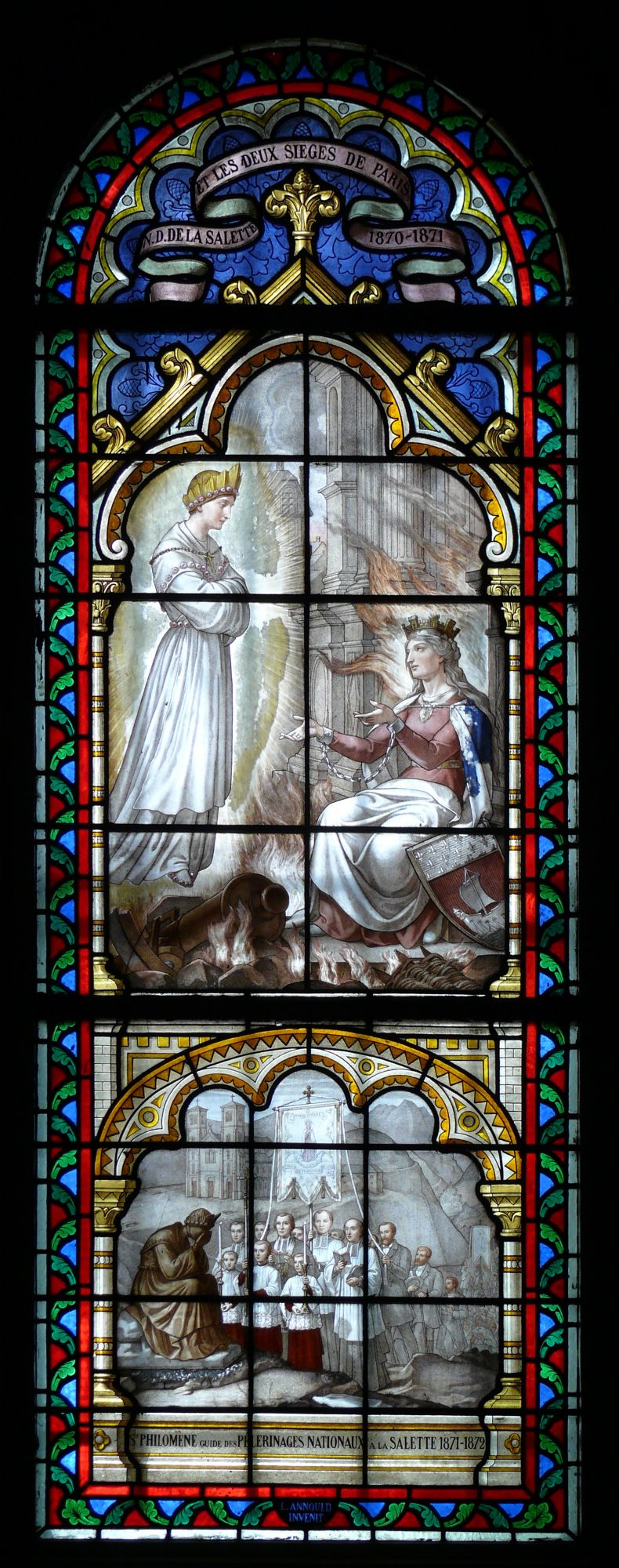
Vidrieda